# Outsider (álbum)
Outsider  —en español: «Forastero»— es el sexto álbum de la banda canadiense de metal alternativo Three Days Grace, fue lanzado el 9 de marzo de 2018 a través de RCA Records. El álbum fue producido por dos de los productores anteriores de la banda, Gavin Brown y Howard Benson, pero también por Three Days Grace. Es el segundo álbum que presenta a Matt Walst como vocalista principal.

## Antecedentes
Una vez que concluyó la gira de su álbum Human de 2015, la banda decidió tomarse un descanso para trabajar en el próximo álbum "en el mayor aislamiento posible", según el baterista Neil Sanderson. La banda deseaba, explicó Sanderson, "descansar y encontrar el espacio para crear". Para lograr esto, el grupo pasó un año escribiendo en propiedades rurales propiedad de Sanderson y el bajista Brad Walst. La primera canción Según Brad Walst, el grupo escribió y grabó unas 20 canciones, seleccionando las canciones del álbum por "vibe" para que el álbum tuviera "una buena secuencia".
En cuanto a los temas que se encuentran en el álbum, Sanderson afirmó: "Creo que hay un hilo común que habla de cómo navegar a través de la vida moderna y ser bombardeado por la información y los sentimientos y creencias ... No tenemos todas las respuestas aquí, pero definitivamente sacamos el tema mucho". También reveló que el vocalista principal Matt Walst estaba mucho más involucrado en la composición de canciones, mensajes y conceptos que en Human, que fue el primero de Matt desde que se unió a la banda en 2013. Brad Walst también afirmó que el álbum es sobre "el viaje para encontrar tu lugar "

## Sencillos
El 25 de enero, The Mountain fue el primer sencillo del nuevo álbum. Ese mismo día se lanzó el vídeo musical y anuncio el título del nuevo álbum.

### Sencillos promocionales
El 16 de febrero, I Am An Outsider fue el primer sencillo promocional del álbum.

## Lista de canciones
Todas las canciones escritas y compuestas por Three Days Grace except where noted.. 
| N.º | Título                    | Duración |  |
| 1.  | «Right Left Wrong»        | 3:56     |  |
| 2.  | «The Mountain»            | 3:18     |  |
| 3.  | «I Am An Outsider»        | 2:42     |  |
| 4.  | «Infra-Red»               | 3:50     |  |
| 5.  | «Nothing to Lose but You» | 2:52     |  |
| 6.  | «Me Against You»          | 3:29     |  |
| 7.  | «Love Me or Leave Me»     | 3:04     |  |
| 8.  | «Strange Days»            | 3:10     |  |
| 9.  | «Villain I'm Not»         | 2:55     |  |
| 10. | «Chasing the First Time»  | 2:55     |  |
| 11. | «The New Real»            | 3:00     |  |
| 12. | «The Abyss»               | 4:09     |  |

## Posicionamiento en lista
| Lista (2018)                         | Posiciones |
| ------------------------------------ | ---------- |
| Australian Albums (ARIA)             | 49         |
| Bélgica (Ultratop flamenca)          | 182        |
| Canadá (Billboard Canadian Albums)   | 9          |
| Países Bajos (Album Top 100)         | 157        |
| Alemania (Media Control Charts)      | 36         |
| New Zealand Heatseeker Albums (RMNZ) | 10         |
| Escocia (Scottish Albums Chart)      | 96         |
| Estados Unidos (Billboard 200)       | 24         |

## Créditos
Three Days Grace
- Matt Walst - Voz líder, guitarra rítmica
- Barry Stock - Guitarra líder
- Brad Walst - Bajo
- Neil Sanderson - Batería